# Хецурия, Любина Хиндигуевна
Любина Хиндигуевна Хецурия (1916 год, село Шешелета, Сухумский округ, Кутаисская губерния, Российская империя — неизвестно, село Шешелета, Гальский район, Абхазская АССР, Грузинская ССР) — колхозница колхоза имени Берия Гальского района, Абхазская АССР, Грузинская ССР. Герой Социалистического Труда (1949).

## Биография
Родилась в 1916 году в крестьянской семье в селе Шешелета Сухумского округа. С раннего возраста трудилась в сельском хозяйстве. В послевоенные годы — рядовая колхозница на чайной плантации в колхозе имени Берия (с 1953 года — колхоз «Шешелети») Гальского района, председателем которого был Кондратий Джотоевич Узарашвили.
В 1948 году собрала 6120 килограммов сортового зелёного чайного листа с площади 0,5 гектаров. Указом Президиума Верховного Совета СССР от 29 августа 1949 года удостоена звания Героя Социалистического Труда за «получение высоких урожаев сортового зелёного листа и цитрусовых плодов в 1948 году» с вручением ордена Ленина и золотой медали «Серп и Молот» (№ 4493).
Этим же указом званием Героя Социалистического Труда была награждена труженица колхоза имени Берия Натела Гаджоевна Маркелия.
После выхода на пенсию проживала в родном селе Шешелета. Дата смерти не установлена.
Награды
- Герой Социалистического Труда
- Орден Ленина
- Медаль «За трудовую доблесть» (19.07.1950)